# Alfredo Zecca
Alfredo Horacio Zecca (ur. 27 września 1949 w Buenos Aires, zm. 4 listopada 2022) – argentyński duchowny katolicki, arcybiskup Tucumán w latach 2011–2017.

## Życiorys

### Prezbiterat
Święcenia kapłańskie otrzymał 19 listopada 1976 z rąk kardynała Juana Carlosa Aramburu i uzyskał inkardynację do archidiecezji Buenos Aires. Był m.in. rektorem archidiecezjalnego seminarium oraz Katolickiego Uniwersytetu Argentyny.

### Episkopat
10 czerwca 2011 papież Benedykt XVI mianował go arcybiskupem metropolitą Tucumán. Sakry biskupiej udzielił mu kard. Jorge Bergoglio. Ingres do katedry odbył 17 września 2011.
9 czerwca 2017 papież Franciszek przyjął jego rezygnację z pełnionego urzędu, mianując go jednocześnie arcybiskupem tytularnym Volsinium.